# Male (Band)
Male war eine der ersten deutschsprachigen Punkrockbands und Vorreiter der Neuen Deutschen Welle.

## Geschichte
Die Band wurde im Dezember 1976 in Düsseldorf von Jürgen Engler (Gitarre/Gesang), Bernward Malaka (Bass), Stefan Schwaab (Gitarre/Gesang) und Fritjof Aurin (Schlagzeug) gegründet. Fritjof Aurin verließ die Band allerdings frühzeitig und wurde durch Claus Ritter ersetzt, womit die klassische Besetzung von Male vollständig war. 
Nach ihrem ersten Auftritt im März 1977 im Düsseldorfer Geschwister-Scholl-Gymnasium spielten sie 1978 bei einigen historisch bedeutsamen Festivals der aufkeimenden Punk-Szene (unter anderem bei der Eröffnung des SO36 in Berlin und auf den legendären Hamburger Punkfestivals „Into The Future“ und „In die Zukunft“). Im folgenden Jahr 1979 erschien ihre einzige LP Zensur & Zensur, das erste rein deutschsprachige Punk-Album; später die Single Clever und Smart bei Rondo. Im Mai 1980 begleiteten sie die britische Punkband The Clash auf einem Konzert ihrer Deutschlandtournee. Nach einer abschließenden Singleproduktion mit neuem Sound, der sich schon auf der Clever und Smart angekündigt hatte, unter dem Namen Vorsprung trennten sich ihre Wege. Engler und Malaka gründeten Die Krupps, während Schwaab und Claus Ritter (Schlagzeug) unter dem Namen „Freunde der Nacht“ den neuen wavigen Sound weiterverfolgten.
Obwohl Male nur kurze Zeit existierte und es nur auf wenige Veröffentlichungen und Auftritte während ihrer Existenz brachte, war sie eine der einflussreichsten Bands des deutschen Punk. Ihre Aktivität löste einen Domino-Effekt aus, so wurde beispielsweise Peter Hein, der sich für ihren „größten Fan“ hielt, später durch sie bei Charley’s Girls, Mittagspause, Fehlfarben und Family 5, ebenfalls Musiker.
Nach einer kurzen Reunion 1990 treten Male seit 2002 wieder fast in Originalbesetzung auf.

## Diskografie

### Alben und Singles
- Zensur & Zensur, LP, 1979, wiederveröffentlicht 1990
- Clever & Smart/Casablanca, 7", 1979
- Technoland/Balla Balla, 7" (Vorsprung), 1980
- No future in 1977, 7" (Aufnahmen von 1977), 1990
- Die Toten Hosen Ihre Party, 7", 1991
- Zensur & Zensur, CD (Wiederveröffentlichung mit 8 Neuaufnahmen), 1995
- Grosseinsatz 1977-1994, Doppel-CD, 2003

### Sampler (Auswahl)
- S.O.36, LP, 1978, Polizei (live)
- Into the future, LP, 1979, Heimatland (live), Zensur & Zensur (live), 1 Tag in Düsseldorf (live)
- In die Zukunft, LP, 1980, Vaterland (live), Sirenen (live), Risikofaktor 1:x (live)
- Denk Daran, LP, 1980, Weisses Trauma (Vorsprung)